# Sylvanus Thayer
Sylvanus Thayer, ameriški general, inženir in pedagog, * 9. junij 1785, Braintree, Massachusetts, † 7. september 1872, Braintree, Massachusetts.
Thayer je bil superintendant Vojaške akademije ZDA med letoma 1817 in 1833; v tem času je West Point postal prvi inženirski kolidž v ZDA.